# Шипович Любов Олегівна
Любов Олегівна Шипович (нар. 13 липня 1987) — українська громадська діячка та волонтерка. Засновниця та очільниця благодійного фонду Dignitas (з 2023), співзасновниця та колишня президентка українсько-американської організації Razom for Ukraine. Раніше — програмістка, менеджерка в IT-сфері. Значну частину своєї кар'єри провела у Сполучених Штатах.

## Біографія
Народилася у місті Шептицький (тоді — Червоноград) Львівської області. Виросла у Запоріжжі.
У 2007 році закінчила Києво-Могилянську академію, здобувши фах магістра комп'ютерних наук. Під час навчання працювала в українському представництві канадської IT-компанії, а по завершенню навчання у 2008 році переїхала до Сполучених Штатів. Жила у Нью-Йорку, понад 7 років працювала в IT-компанії EZ Texting, де зрештою досягла позиції технічної директорки (англ. Chief Technical Officer). У 2011—2012 роках була ініціаторкою відкриття українського представництва своєї компанії.
Живучи у США, активно підтримувала Євромайдан у кінці 2013—на початку 2014. У січні 2014 року група українських активістів у США, куди входила Шипович, заснувала некомерційну організацію Razom for Ukraine. Шипович стала першою президенткою організації.
До середини 2015 року поєднувала роботу в IT і громадську діяльність, після чого звільнилася з компанії і повернулася до України. Долучилася до команди Міхеіла Саакашвілі, який тоді очолював Одеську обласну державну адміністрацію, де займалася цифровізацією. У 2016 році очолювала департамент «Агентство з питань інвестицій та розвитку» Одеської ОДА.
У 2017 році повернулася до США, де працювала у кількох IT-компаніях, а у 2020 році заснувала власну фінтек-компанію DataOcean з представництвом в Україні.
Після початку повномасштабного російського вторгнення у 2022 році поставила роботу своєї компанії на паузу і знову повернулася до України. Займалася наданням допомоги Україні у організації Razom, а у 2023 році разом з частиною команди Razom заснувала окремий фонд Dignitas, щоб більше сконцентруватися на військовій допомозі на противагу гуманітарній. Dignitas зареєстрований в Україні та у США і позиціонує себе як «фонд технологічної підтримки Збройних сил України». Серед найвідоміших проєктів фонду — «Victory Drones» та «Люті пташки», які розвиває Марія Берлінська.

## Відзнаки
- 2022 — Відзнака Президента України «Золоте серце»[5]
- 2025 — одна зі списку «УП 100: Сила жінок»[6]